# Montero (Call Me by Your Name)
〈Montero (Call Me by Your Name)〉는 미국의 래퍼, 가수 릴 나즈 엑스의 노래이다. 데뷔 앨범 《Montero》의 리드 싱글이다. 부제는 게이 영화로 유명한 《콜 미 바이 유어 네임》에서 따왔으며 가사 역시 동성애를 명료하게 표현한다. 빌보드 핫 100 1위와 영국 싱글 차트 1위를 한 곡이다. 미국 음반 산업 협회(RIAA) 인증 트리플 플래티넘 등급을, 영국 축음기 협회(BPI) 인증 플래티넘 등급을 받은 곡이다.
뮤직비디오는 아담과 하와 신화를 모티브로 해 이브가 아닌 아담과 아담이 나타내는 모습을 그린다. 2021 MTV 비디오 뮤직 어워드 올해의 비디오상을 수상했다.

## 인증
| 국가                                                             | 인증          | 판매량/출하량 |
| ---------------------------------------------------------------- | ------------- | ------------- |
| 오스트레일리아 (ARIA)                                            | 3× 플래티넘   | 210,000       |
| 오스트리아 (IFPI 오스트리아)                                     | 플래티넘      | 30,000        |
| 벨기에 (BEA)                                                     | 골드          | 20,000        |
| 브라질 (Pro-Música Brasil)                                       | 2× 다이아몬드 | 320,000       |
| 덴마크 (IFPI Danmark)                                            | 플래티넘      | 90,000        |
| 프랑스 (SNEP)                                                    | 다이아몬드    | 333,333       |
| 독일 (BVMI)                                                      | 골드          | 200,000       |
| 이탈리아 (FIMI)                                                  | 2× 플래티넘   | 140,000       |
| 멕시코 (AMPROFON)                                                | 골드          | 70,000        |
| 뉴질랜드 (RMNZ)                                                  | 2× 플래티넘   | 60,000        |
| 노르웨이 (IFPI 노르웨이)                                         | 2× 플래티넘   | 120,000       |
| 폴란드 (ZPAV)                                                    | 플래티넘      | 20,000        |
| 포르투갈 (AFP)                                                   | 3× 플래티넘   | 30,000        |
| 스페인 (PROMUSICAE)                                              | 2× 플래티넘   | 80,000        |
| 스위스 (IFPI 스위스)                                             | 2× 플래티넘   | 40,000        |
| 영국 (BPI)                                                       | 플래티넘      | 600,000       |
| 미국 (RIAA)                                                      | 3× 플래티넘   | 3,000,000     |
| 스트리밍                                                         |               |               |
| 그리스 (IFPI 그리스)                                             | 2× 플래티넘   | 4,000,000     |
| 스웨덴 (GLF)                                                     | 플래티넘      | 8,000,000     |
| 판매량+스트리밍을 기반으로 한 인증 · 스트리밍을 기반으로 한 인증 |               |               |